# Цело Суригоне
Цело Суригоне (итал. Zelo Surrigone) је насеље у Италији у округу Милано, региону Ломбардија.
Према процени из 2011. у насељу је живело 1441 становника. Насеље се налази на надморској висини од 114 м.

## Становништво
Према резултатима пописа становништва 2011. у општини је живело 1.477 становника.
| 1931. | 1936. | 1951. | 1961. | 1971. | 1981. | 1991. | 2001. | 2011. |
| ----- | ----- | ----- | ----- | ----- | ----- | ----- | ----- | ----- |
| 520   | 547   | 509   | 481   | 368   | 406   | 769   | 1.110 | 1.477 |

## Партнерски градови
- Обер-Рамштат